# Bão Laura
Bão Laura hiện là một áp thấp nhiệt đới đang suy yếu di chuyển qua Arkansas. Cơn bão này đang là đồng kỷ lục về cơn bão mạnh nhất đổ bộ vào Louisiana được đo bằng sức gió duy trì tối đa, cùng với cơn bão Last Island năm 1856. Laura là xoáy thuận nhiệt đới thứ mười ba, cơn bão được đặt tên thứ mười hai, cơn bão thứ tư và là cơn bão lớn đầu tiên của mùa bão Đại Tây Dương năm 2020. Cơn bão bắt nguồn từ một đợt sóng nhiệt đới lớn di chuyển ngoài khơi bờ biển Tây Phi vào ngày 16 tháng 8 và trở thành áp thấp nhiệt đới vào ngày 20 tháng 8. Nó mạnh lên thành bão nhiệt đới một ngày sau đó, trở thành cơn bão thứ mười hai có tên sớm nhất được ghi nhận trong lưu vực Bắc Đại Tây Dương, hình thành sớm hơn 8 ngày so với cơn bão Luis năm 1995.
Laura lần đầu tiên đổ bộ vào Tiểu Antilles và quét qua Puerto Rico như một cơn bão nhiệt đới, trước khi nó di chuyển qua đảo Hispaniola. Cơn bão đã giết chết 21 người ở Haiti và 4 người ở Cộng hòa Dominica. Cơn bão sau đó đã di chuyển qua chiều dài của Cuba, gây ra cảnh báo bão nhiệt đới và khiến hơn 260.000 người phải sơ tán ở đó. Các dải mưa bên ngoài kéo dài đến Florida Keys và Nam Florida. Laura di chuyển qua Vịnh Mexico, lúc đầu tăng cường chậm, trước khi tăng cường nhanh chóng vào ngày 26 tháng 8. Ngày hôm đó, Laura trở thành một cơn bão lớn, và sau đó đạt được sức gió cực đại 150 mph (240 km/h), khiến nó trở thành cơn bão cấp 4 mạnh. Đầu ngày 27 tháng 8, Laura đổ bộ gần cường độ cao nhất trên Cameron, Louisiana.
Bão Laura đã đạt kỷ lục về cơn bão mạnh thứ 10 đổ bộ vào Mỹ. Bảy người ở Hoa Kỳ đã chết, và nó gây ra thiệt hại đáng kể cho vùng tây nam Louisiana và đông nam Texas.